# Chrysosplenium nudicaule
Chrysosplenium nudicaule är en stenbräckeväxtart som beskrevs av Aleksandr Andrejevitj Bunge. Chrysosplenium nudicaule ingår i släktet gullpudror, och familjen stenbräckeväxter. Inga underarter finns listade i Catalogue of Life.